# Hängpelargon
Hängpelargon (Pelargonium peltatum) är en näveväxtart som först beskrevs av Carl von Linné, och fick sitt nu gällande namn av L'hér.. Enligt Catalogue of Life ingår Hängpelargon i släktet pelargoner och familjen näveväxter, men enligt Dyntaxa är tillhörigheten istället släktet pelargoner och familjen näveväxter. Arten har ej påträffats i Sverige. Inga underarter finns listade i Catalogue of Life.